# Apoaerenica martinsi
Apoaerenica martinsi là một loài bọ cánh cứng trong họ Cerambycidae.